# Программа добровольцев ООН
Программа добровольцев Организации Объединенных Наций (ДООН) — организация системы ООН, которая вносит свой вклад в дело мира и развития на основе волонтерства во всем мире.
Волонтерство является мощным средством привлечения людей к решению проблем развития и может изменить темпы и характер развития. Оно приносит пользу как обществу в целом, так и отдельным добровольцам, укрепляя доверие, солидарность и взаимность между гражданами и целенаправленно создавая возможности для участия. ДООН вносит свой вклад в дело мира и развития, выступая за признание добровольцев, сотрудничая с партнерами в целях интеграции волонтерства в программы развития и мобилизуя все большее число добровольцев, включая опытных добровольцев ООН, во всем мире.
Базирующаяся в Бонне, Германия, ДООН ежегодно осуществляет свою деятельность примерно в 130 странах. ДООН, имеющая подразделения на местах в 86 странах, представлена во всем мире через отделения Программы развития Организации Объединенных Наций (ПРООН) и подотчетна Исполнительному совету ПРООН.

## История
В 1962 году американский Корпус мира созвал Международную конференцию рабочей силы среднего звена в Пуэрто-Рико, на которой пропагандировалась роль международных добровольцев, помогающих наращивать навыки в развивающихся странах. В результате этого был создан секретариат Международного Корпуса мира, позднее Международный секретариат добровольческой службы, в качестве глобальной организации, содействующей оказанию добровольческих услуг в целях развития во всем мире. Инициатива создания добровольческой организации при ООН была предложена на выступлении в Гарвардском университете 13 июня 1968 года шахом Мохаммедом Реза Пехлеви и в 1970 году ДООН была создана Генеральной Ассамблеей ООН.
Управление ДООН осуществляется Программой развития Организации Объединенных Наций (ПРООН).
Первоначально штаб-квартира ДООН находилась в Женеве, Швейцария. В 1996 году штаб-квартира переехала в Бонн, Германия. В 2007 году штаб-квартира ДООН переехала в бывшие помещения Парламента Германии.
ДООН имеет отделения связи в Токио и Нью-Йорке и представительства в более чем 50 странах осуществления программ.

## Непосредственное волонтерство
ДООН ежегодно непосредственно мобилизует более 7 700 человек в качестве добровольцев ООН на национальном и международном уровнях, причем 80 процентов из них являются выходцами из развивающихся стран, а более 30 процентов-добровольцами в своих собственных странах. Добровольцы ООН получают пособие на проживание добровольцев, финансовое пособие, предназначенное для покрытия основных расходов на проживание каждый месяц. Минимальный возраст добровольцев ООН - 25 лет, верхнего возрастного предела нет. Они помогают организовывать и проводить местные и национальные выборы и поддерживают большое количество миротворческих и гуманитарных проектов. Добровольцы ООН составляют одну треть всех международных гражданских лиц, работающих в миротворческих операциях ООН.
В рамках программы ДООН отдельные лица могут заниматься добровольческой деятельностью в своей собственной стране (национальные волонтеры), в стране, отличной от страны их происхождения (международные волонтеры), или через интернет (онлайн-волонтеры).

## Виртуальное волонтерство
ДООН обеспечивает функционирование интерактивной службы добровольчества, представляющей собой виртуальную платформу волонтерства в интернете для общественных организаций или других органов гражданского общества, правительств или других государственных учреждений, учреждений Организации Объединенных Наций или других межправительственных организаций с целью привлечения онлайн-волонтёров к различным проектам. Сервис был запущен в 2000 году в рамках проекта NetAid, который управлял сервисом до 2005 года. Сервис работает на английском, французском и испанском языках.
В 2014 году все 16 134 задания по онлайн-волонтерству, предлагаемые организациями развития через службу виртуального волонтерства, привлекли заявки от многочисленных квалифицированных добровольцев. Около 60 процентов из 10 887 онлайн-добровольцев были женщинами, и 60 процентов прибыли из развивающихся стран. В ходе оценки онлайнового добровольческого обслуживания ДООН была проведена оценка его воздействия на организации, бенефициаров и ДООН, а также на самих добровольцев Организации Объединенных Наций. Проведенная в 2014 году оценка показала, что служба сыграла уникальную роль в расширении и актуализации виртуального волонтерства во всем мире и высоко ценится организациями и добровольцами.
Онлайн-добровольцы, мобилизованные через интернет-платформу волонтерства, являются волонтерами для организации, с которой они сотрудничают. Онлайн-добровольцы не следуют тем же условиям службы, что и добровольцы ООН, например, они не получают контракт от ДООН.

## Позиционирование волонтерства в повестке дня в области развития на период после 2015 года
С 2012 года интеграция волонтерства в дискуссии по повестке дня в области развития на период после 2015 года является приоритетной задачей ДООН. В 2014 году ДООН сосредоточили свое внимание на поддержке второго раунда диалогов Группы ООН по устойчивому развитию по вопросам осуществления повестки дня в области развития на период после 2015 года. Диалоги были организованы по шести темам: локализация повестки дня в области развития на период после 2015 года, оказание помощи в укреплении потенциала и создании эффективных институтов, совместный мониторинг подотчетности, партнерство с гражданским обществом, взаимодействие с частным сектором, культура и развитие. ДООН совместно руководила диалогами по вопросам партнерства с гражданским обществом и активно участвовала в диалогах по вопросам совместного мониторинга в целях обеспечения подотчетности. Полевые подразделения и Международные Молодежные Добровольцы ООН после 2015 года поддерживали все шесть диалогов в нескольких странах, внося свой вклад и проводя местные, национальные и глобальные мероприятия и семинары для обеспечения учета мнений заинтересованных сторон, обмена передовым опытом и выявления конкретных возможностей.
Для достижения Целей устойчивого развития (ЦУР) необходимо содействовать участию населения в планировании, осуществлении и мониторинге и налаживать новые партнерские связи. Добровольцы будут играть важную роль в этом процессе. Это стало явным результатом широкого процесса консультаций под руководством ООН, в котором приняли участие более 8 миллионов человек, и было резюмировано следующим образом Генеральным секретарем ООН в его сводном докладе по повестке дня в области устойчивого развития на период после 2015 года: «поскольку мы стремимся наращивать потенциал и содействовать укоренению новой повестки дня, волонтерство может стать еще одним мощным и сквозным средством осуществления. Оно может способствовать расширению и мобилизации групп населения, а также вовлечению людей в национальное планирование и осуществление целей в области устойчивого развития. А волонтерские группы могут помочь локализовать новую повестку дня, обеспечив новые пространства взаимодействия между правительствами и людьми для конкретных и масштабных действий». На семидесятой сессии Генеральной Ассамблеи ООН Генеральный секретарь представил предлагаемый план действий на следующее десятилетие и последующий период (2016-2030 годы). Этот план направлен на интеграцию добровольчества в политику и программы в области мира и развития на основе стратегического и коллективного долгосрочного подхода, соответствующего периоду осуществления ЦУР.  

## Информационно-пропагандистская деятельность для распространения волонтерства
В 2012 году ДООН запустили кампанию "Волонтерские акции", чтобы рассказать миру о влиянии волонтерства, документируя действия добровольцев по всему миру. К моменту проведения саммита Рио+20 было подсчитано более 64 миллионов действий — "замечательное свидетельство приверженности снизу вверх на низовом уровне" и еще одна демонстрация того, как Рио+20 мобилизует глобальное движение за перемены, как заявил Генеральный секретарь ООН Пан Ги Мун Генеральной Ассамблее ООН в 2012 году. Веб-сайт волонтерской деятельности и профили в социальных сетях продолжают собирать истории о волонтерстве и предоставлять информацию о предстоящих событиях, возможностях и лучших практиках. Кроме того, в рамках информационного бюллетеня службы добровольчества в Интернете ДООН демонстрируют опыт, передовую практику и уроки, полученные в области добровольчества через интернет от организаций и добровольцев во всем мире. 
ДООН ежегодно отмечает Международный день добровольцев 5 декабря. В этот же день объявляются победители глобальной премии онлайн-волонтерства. Премия вручается ежегодно с 2000 года группам онлайн-добровольцев за их вклад в достижение Целей устойчивого развития (ЦУР) через интернет. Жюри, состоящее из внешних экспертов в области волонтерства и сотрудничества в целях развития, а также представителей добровольцев Организации Объединенных Наций (ДООН), выбирает победителей. Премия предоставляет возможность как онлайн-добровольцам, так и организациям привлечь внимание глобальной аудитории к своему опыту и передовой практике в области онлайн-волонтерства. В преддверии Международного дня волонтера любой желающий может проголосовать за своих любимых победителей на сайте онлайн-волонтерской службы. Команда, набравшая наибольшее количество голосов, объявляется фаворитом публики 5 декабря. Все истории представлены на веб-сайте, они иллюстрируют влияние онлайн-волонтеров на работу организаций по развитию и передают, как организации выражают признательность своим добровольцам за успешное сотрудничество в интернете. 
ДООН также управляет Всемирной Сетью добровольцев - веб-сайтом для содействия добровольчеству во всем мире, который был первоначально создан в поддержку Международного Года добровольцев в 2001 году. 

## Доклад о состоянии волонтерства в мире
Каждые три года ДООН выпускает Доклад о состоянии волонтерства в мире - флагманскую публикацию ООН, призванную укрепить понимание добровольчества и продемонстрировать его универсальность, масштабы и охват в XXI веке.
Первый Доклад о состоянии волонтерской деятельности в мире, подготовленный программой добровольцев Организации Объединенных Наций (ДООН), был представлен на Генеральной Ассамблее ООН в Нью-Йорке, США, 5 декабря 2011 года и примерно в 80 странах мира. В докладе рассматриваются важные вклады в различных областях, таких как обеспечение устойчивых средств к существованию, социальная интеграция, групповая сплоченность и уменьшение опасности бедствий. Предлагая различные пути продвижения волонтерства.
Второй доклад о состоянии добровольчества в мире - Трансформация управления, был представлен в июне 2015 года. Это "обзор силы голосов добровольцев, для улучшения способов управления людьми. Опираясь на данные из таких разных стран, как Бразилия, Кения, Ливан и Бангладеш, доклад ООН показывает, как простые люди добровольно тратят свое время, энергию и навыки для улучшения управления и участия в жизни общества на местном, национальном и глобальном уровнях. Более эффективное управление на всех уровнях является необходимым условием для успешного достижения нового комплекса целей в области будущего международного развития - Целей в области устойчивого развития".
Доклад о состоянии волонтерства в мире в 2018 году был представлен 18 июля 2018 года во время Политического форума 2018 года в Нью-Йорке, США. В докладе представлены новые данные о роли добровольчества в укреплении устойчивости общин. В документе написано, что общины ценят волонтерство, поскольку оно позволяет им разрабатывать коллективные стратегии для решения различных экономических, социальных и экологических проблем. В то же время при отсутствии надлежащей поддержки со стороны более широких субъектов волонтерство может быть исключительным и обременительным для некоторых групп. Таким образом, в докладе исследуется вопрос о том, каким образом правительства и субъекты развития могут наилучшим образом взаимодействовать с волонтерством в целях развития его наиболее благоприятных характеристик при одновременном смягчении потенциального ущерба для наиболее уязвимых групп населения. При этом доклад вносит важный вклад в базу фактических данных по инклюзивным, ориентированным на граждан подходам к созданию потенциала устойчивости.

## Внешние источники
- unv.org — официальный сайт Программа добровольцев ООН
- Online Volunteering Service
- Volunteer Action Counts
- World Volunteer Web